# Mesenich (Langsur)

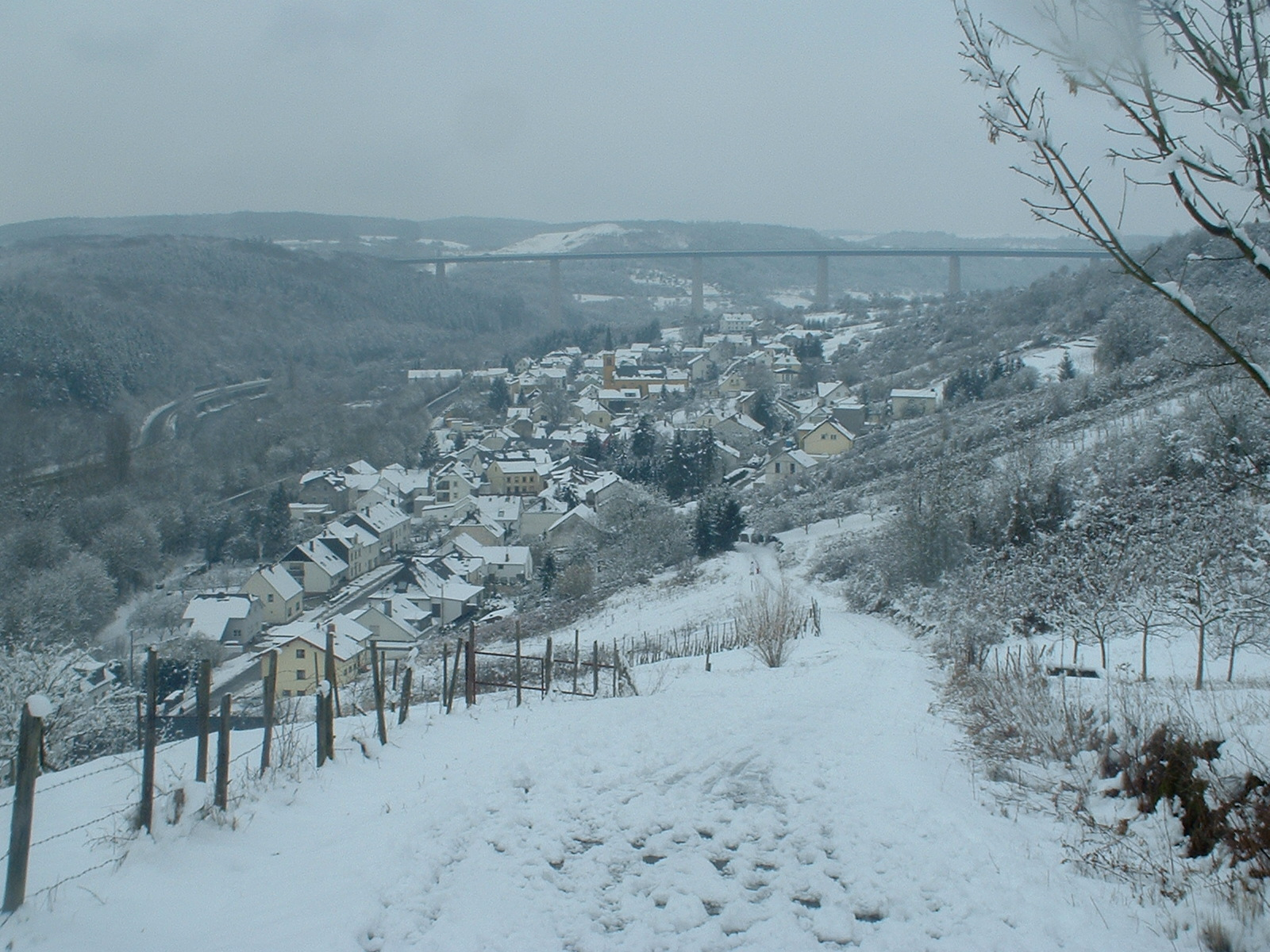
Mesenich im Winter mit Sauertalbrücke im Hintergrund (2006)

Mesenich  (luxemburgisch Miesenech) ist ein Ortsteil der Ortsgemeinde Langsur im Landkreis Trier-Saarburg in Rheinland-Pfalz.

## Geographie
Mesenich liegt am linken Ufer der Sauer.
Zu Mesenich gehört der Wohnplatz Am Sportplatz.
Nachbarorte sind die Langsurer Ortsteile Grewenich und Metzdorf sowie das auf der anderen Seite der Sauer liegende luxemburgische Moersdorf im Norden, der Ortsteil Liersberg der Ortsgemeinde Igel im Südosten, sowie der Kernort von Langsur im Südwesten.

## Geschichte
Der Ort wurde als Mesinich im Jahr 1028 erstmals urkundlich erwähnt. Die Gemeinde Mesenich bestand von jeher aus den Dörfern Mesenich (unterer Teil des heutigen Mesenich) und Födelich (oberer Teil des heutigen Mesenich), die inzwischen zusammengewachsen sind.
Nachdem im Jahr 1541 in Mesenich 13 und in Födelich 6 Feuerstellen (Haushalte) verzeichnet wurden, verringerte sich deren Zahl im Jahr 1624 auf je 2, wofür vermutlich ein Ausbruch der Pest verantwortlich war.
Vor der Inbesitznahme des Linken Rheinufers durch französische Revolutionstruppen gehörte der Ort zum Herzogtum Luxemburg, danach von 1798 bis 1814 als Teil der Französischen Republik (bis 1804) und anschließend des Napoleonischen Kaiserreichs zum Département des Forêts („Departement der Wälder“) und wurde von der Mairie Moersdorf verwaltet. Nach der Niederlage Napoleons kam Mesenich 1815 aufgrund der auf dem Wiener Kongress getroffenen Vereinbarungen zum Königreich Preußen. Das Dorf wurde der Bürgermeisterei Igel im Landkreis Trier zugeordnet, der 1822 Teil der neu gebildeten Rheinprovinz wurde.
Nach dem Ersten Weltkrieg gehörte das gesamte Gebiet zum französischen Teil der Alliierten Rheinlandbesetzung. Nach dem Zweiten Weltkrieg wurde Mesenich innerhalb der französischen Besatzungszone Teil des damals neu gebildeten Landes Rheinland-Pfalz.
Bei der Auflösung des Landkreises Trier am 7. Juni 1969 gehörte Mesenich zu den Gemeinden, die mit dem bisherigen Landkreis Saarburg zum Landkreis Trier-Saarburg zusammengeschlossen wurden. Mit Wirkung vom 16. März 1974 fand eine weitere Verwaltungsreform statt, bei der die bis dahin selbstständige Gemeinde Mesenich in die Gemeinde Langsur eingegliedert wurde. Die Ortschaften Mesenich und Födelich bildeten den heutigen Ortsbezirk Mesenich. Seitdem findet der Ortsname Födelich keine Verwendung mehr im Ort.

## Kirchliche Struktur
Das katholisch geführte Mesenich ist eine eigenständige Pfarrgemeinde, die unter dem Namen St. Remigius der Pfarreiengemeinschaft Trierweiler seit 1. September 2011 eingegliedert ist.
Die Pfarrei gehört seit 1. April 2004 zum damals neuerrichteten Dekanat Schweich-Welschbillig. Der Pfarrgemeinde gehören die Ortschaften Metzdorf mit Kemperborn (Hof) und Grewenich heute noch an.

## Politik

### Ortsbezirk
Mesenich ist gemäß Hauptsatzung einer von vier Ortsbezirken der Ortsgemeinde Langsur. Der Ortsbezirk umfasst das Gebiet der früheren Gemeinde. Die Interessen des Ortsbezirks werden durch einen Ortsbeirat und durch einen Ortsvorsteher vertreten.

### Ortsbeirat
Der Ortsbeirat besteht aus fünf Mitgliedern, die bei der Kommunalwahl am 9. Juni 2024 in einer personalisierten Verhältniswahl gewählt wurden, und dem ehrenamtlichen Ortsvorsteher als Vorsitzendem.
Die Sitzverteilung:
| Wahl | SPD | CDU | Grüne | FWL (*) | Gesamt  |
| ---- | --- | --- | ----- | ------- | ------- |
| 2024 | –   | 1   | –     | 4       | 5 Sitze |
| 2019 | 1   | 1   | –     | 3       | 5 Sitze |
| 2014 | 1   | 1   | 1     | 2       | 5 Sitze |
| 2009 | 1   | 1   | –     | 3       | 5 Sitze |

### Ortsvorsteher
Peter Bruns (Freie Wähler Langsur / 2019: SPD) wurde am 29. August 2019 Ortsvorsteher von Mesenich. Bei der Direktwahl am 26. Mai 2019 war er mit einem Stimmenanteil von 77,88 % gewählt worden. Bei der Direktwahl am 9. Juni 2024 wurde er als einziger Bewerber mit 79,7 % für weitere fünf Jahre in seinem Amt bestätigt.
Die Vorgängerin von Bruns, Rita Heib (FWL), hat das Amt von 2009 bis 2019 ausgeübt.

## Kultur und Sehenswürdigkeiten

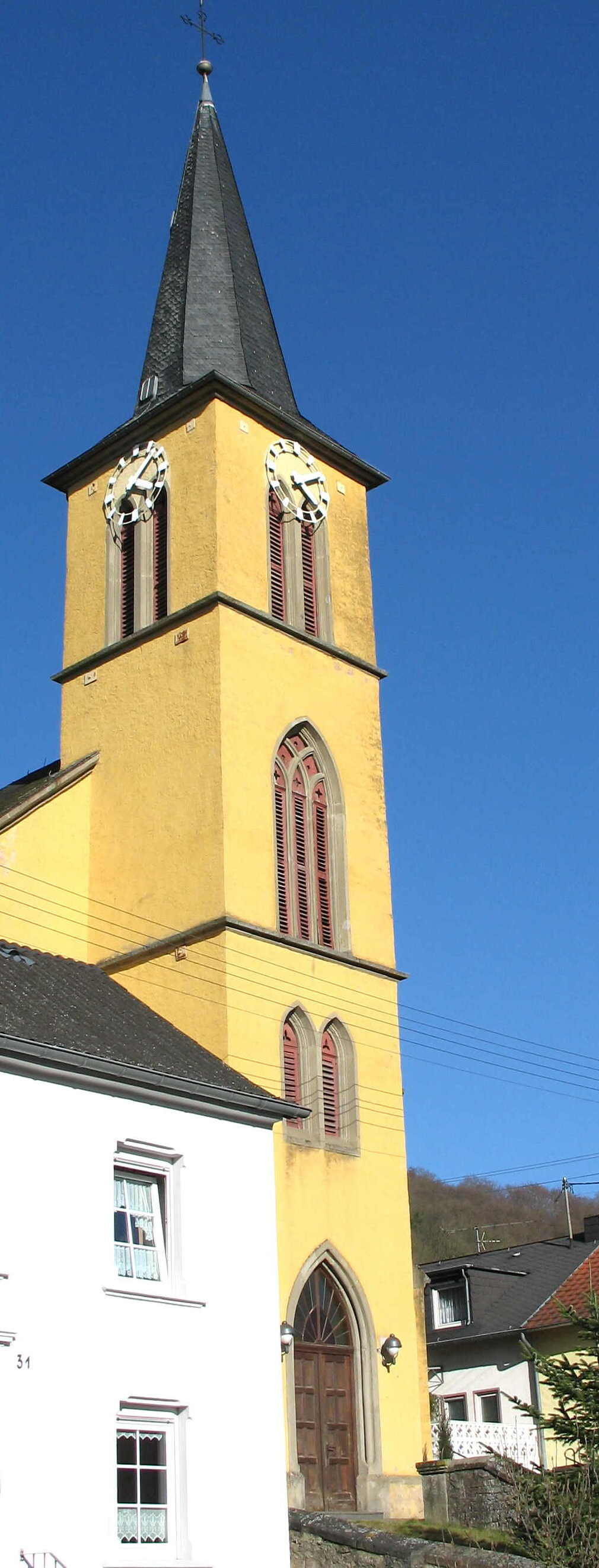
Kirchturm von St. Remigius (2006)

In der Denkmalliste des Landes Rheinland-Pfalz (Stand: 2021) werden folgende Kulturdenkmäler genannt:
- Katholische Pfarrkirche St. Remigius, neugotischer Saalbau (1857–59)
- Pfarrhof, barocke Hofanlage (um 1688, Erneuerung im 18. Jahrhundert)
- vier Quereinhäuser aus dem 18. und 19. Jahrhundert
- Kreuzigungsbildstock (bezeichnet 1812)

## Verkehr
Mesenich lag an der Nims-Sauertalbahn von Erdorf über Irrel nach Igel. Die Strecke wurde auf ihrem südlichen Abschnitt im Jahre 1968 stillgelegt und rückgebaut. Bei Mesenich befindet sich der (heute ungenutzte) 827 m lange Mesenicher Tunnel. Das Bahnhofsgebäude von Mesenich fiel dem Straßenbau (B 418) zum Opfer.

## Sonstiges
Eine Bürgerinitiative wehrt sich gegen eine Erweiterung des benachbarten Steinbruchs der Natursteinwerk Mesenich gmbh, der von 25 auf 40 Hektar vergrößert werden soll. Außer dem Lärm und dem Staub wird eine Gefährdung der der Ortschaft benachbarten Autobahnbrücke über die Sauer befürchtet.